# Pachyligia dolosa
Pachyligia dolosa är en fjärilsart som beskrevs av Butler 1878. Pachyligia dolosa ingår i släktet Pachyligia och familjen mätare. Inga underarter finns listade i Catalogue of Life.